# Andrej Hočevar (meteorolog)
Andrej Hočevar, slovenski agrometeorolog in profesor za biometeorologijo na Biotehniški fakulteti v Ljubljani, * 2. junij 1931, Ljubljana. 
Hočevar je 1954 diplomiral iz meteorologije v Ljubljani in leta 1965 doktoriral na Prirodoslovno-matematični fakulteti v Beogradu. Do leta 1960 je delal na Hidrometeorološkem zavodu RS, nato pa na Biotehniški fakulteti, od 1966 kot docent, 1973 izredni in od 1978 kot redni profesor. Hočevar se je strokovno izpopolnjeval in sodeloval na univerzah v Berlinu, Uppsali in na pensilvanski državni univerzi v ZDA. Ukvarjal se je z aplikativno meteorologijo in klimatologijo, zlasti z vidika agronomije, gozdarstva in energetike. Objavil je več kot 70 znanstvenih in strokovnih del in dva učbenika.Od 2007 je zaslužni profesor ljubljanske univerze; 1997 je prejel Jesenkovo priznanje biotehiške fakultete. Dvakrat je bil nagrajen iz Sklada Borisa Kidriča (1978, z Jožetom Rakovcem za delo Splošni modeli cirkum-globalnega in kvazi-globalnega sevanja na hribih z enostavno geometrijsko obliko in drugič 1988 z Lučko Kajfež Bogataj)